# Guy Chevalier
Guy André Dominique Marie Chevalier SSCC (ur. 25 maja 1938 w Les Herbiers we Francji) – francuski duchowny rzymskokatolicki, sercanin biały, misjonarz, biskup Taiohae o Tefenuaenata.

## Biografia
27 czerwca 1964 Guy André Dominique Marie Chevalier otrzymał święcenia prezbiteriatu i został kapłanem Zgromadzenia Najświętszych Serc Jezusa i Maryi oraz Wieczystej Adoracji Najświętszego Sakramentu Ołtarza.
29 marca 1985 papież św. Jan Paweł II mianował go koadiutorem biskupa Taiohae o Tefenuaenata (nie wyznaczono mu biskupstwa tytularnego). 15 sierpnia 1985 przyjął sakrę biskupią z rąk biskupa Taiohae o Tefenuaenata Hervé-Marii Le Cléac’h SSCC. Współkonsekratorami byli arcybiskup Papeete Michel Coppenrath oraz delegat apostolski Oceanu Spokojnego Antonio Magnoni.
31 maja 1986, po przejściu poprzednika na emeryturę, objął biskupstwo Taiohae o Tefenuaenata. 5 września 2015 bp Chevalier przeszedł na emeryturę (dwa lata po odsięgnięciu wieku emerytalnego).